# モン・ジア
モン・ジア（中: 孟佳、朝: 멍지아、1989年2月3日 - ）は、中国湖南省婁底市出身の歌手、女優。アイドルグループmiss Aの元メンバー。担当はラップ、ボーカル。ニックネームは「佳鸽」(Jiā  gē)、ジアのファンの呼び名は「加号」(jiā hào)。

## 経歴

### 生い立ち
- 1989年2月3日、中国湖南省婁底市出身。2012年ソウル総合芸術実用学校（朝鮮語版）に入学した[2]。
- 2006年、JYPエンターテインメントのオーディションに合格し、練習生となる。[3]
- 2009年5月21日、 フェイやWonder Girlsのヘリムと、中国で「Sisters」としてTV番組『もっと美しいジャンプ』などに出演した経歴がある。

### デビュー後
- 4年あまりの練習生生活を経て、2010年7月1日に4人組アイドルグループ「miss A」のメンバーとしてシングルアルバム、「BAD BUT GOOD」でデビュー。[4]
- 2014年、「1と1/2の夏」で女優デビューを果たす。[5]
- 2015年、「第3の愛」で初の映画出演。
- 2016年5月20日をもってmiss Aを脱退。[6]
- 2016年11月15日、中国のバナナカルチャーミュージックより「給我乖 Drip」でソロデビュー。
- 2020年6月12日〜2020年9月4日、テレビ番組「乘风破浪的姐姐 第一季（Sisters Who Make Waves - Season 1）」に出演。番組により結成された期間限定グループ「X-SISTER」を結成し活躍する。
- 2020年10月23日〜2021年1月22日、X-SISTERとして、ライブをしながら中国各地を旅する番組「姐姐的爱乐之程」に出演。
- 2022年8月28日より、中国各地の学生ダンサー達がダンスバトルをおこなうテレビ番組「沸騰校園」のメンターとして活躍。

## 人物・エピソード
- 練習生の頃、毎回社長に叱られ、辞めたいと思った時があったが、フェイのお陰で乗り越えられたと語っている。[3]
- missAにいた頃、同じK-POPアイドルの男性と2年間付き合っていた。[3]
- ソロ活動について、ソロだとグループの時より表現に制限がなく、より気楽に出来ると語っている。[7]
- 指、足、口内などにタトゥーが入っている。左腕には、ファンの呼び名である「加号」(jiā hào)のマーク「＋」を含めた、「＋−×÷」のタトゥーが彫られている。
- 同じmiss AのメンバーだったフェイとSUPER JUNIOR-Mのチョウミとはプライベートでも仲がとても良く、ジアが韓国にいた頃は毎日のように3人で会っていたり、ジアのソロデビューのMV撮影にも来ていた。
- パープルが好きなので、ファンからの贈り物は大抵パープルカラーである。

## 音楽作品

### 個人作品
| 年     | 発表日   | 曲名                      | 収録アルバム                   |
| ------ | -------- | ------------------------- | ------------------------------ |
| 2016年 | 11月15日 | 給我乖（Drip）            | 孟佳JIA 首張同名EP（CD + DVD） |
| 2017年 | 1月3日   | 她是誰（Who's That Girl） | 孟佳JIA 首張同名EP（CD + DVD） |
| 2017年 | 4月7日   | 糖果（Candy）             | 孟佳JIA 首張同名EP（CD + DVD） |
| 2018年 | 3月20日  | 炎（Weapon）              | 収録なし                       |
| 2018年 | 4月13日  | FREE                      | 収録なし                       |
| 2018年 | 9月19日  | 例外                      | 収録なし                       |
| 2018年 | 11月6日  | 等空车的人                | 収録なし                       |
| 2021年 | 1月28日  | 透明空间                  | 収録なし                       |
| 2021年 | 11月26日 | 东方                      | 収録なし                       |
| 2022年 | 1月3日   | 门没锁                    |                                |
| 2022年 | 5月9日   | No Thanks                 |                                |

### OST
| 年     | 発表日   | 曲名           | 概要                     |
| ------ | -------- | -------------- | ------------------------ |
| 2019年 | 11月29日 | Wherever       | 映画「鳄鱼与牙签鸟」     |
| 2020年 | 10月16日 | 来过           | 映画「呼吸」             |
| 2021年 | 2月8日   | 我和我追逐的梦 | 映画「人潮汹涌」         |
| 2021年 | 9月15日  | 潇洒走一回     | ドラマ「启航：当风起时」 |
| 2022年 | 6月1日   | 天秤倾斜之后   | ドラマ「妻子的选择」     |
| 2022年 | 6月16日  | 甜蜜时光       | ドラマ「加油！妈妈」     |

### 共同作品
| 年     | 発表日   | 曲名              | 収録アルバム | 共同作成者      |
| ------ | -------- | ----------------- | ------------ | --------------- |
| 2016年 | 12月6日  | IKYK（feat.孟佳） | #MWHYB       | ヴァネス・ウー  |
| 2017年 | 12月19日 | #Mood             | 収録なし     | GOT7 ジャクソン |

### 広告作品
| 年     | 曲名            | 概要                       |
| ------ | --------------- | -------------------------- |
| 2015年 | 你是我的科學MAN | 「科學麺」の韓国版CMの曲。 |

## ディスコグラフィー
| 年        | リリース日 | タイトル                       | トラックリスト |      |
| 2017      | 4月7日     | 孟佳JIA 首張同名EP（CD + DVD） | \| # \| タイトル \| 作詞 \| 作曲 \| 時間 \| \| --------- \| ---------- \| ------------------ \| -------------- \| ---- \| \| 1. \| 「給我乖」 \| 甘世佳 \| Brian Lee \| 2:39 \| \| 2. \| 「她是誰」 \| 孟佳 & 厳云農 \| Brian Lee \| 3:43 \| \| 3. \| 「糖果」 \| 厳云農、新沙洞老虎 \| 新沙洞老虎、LE \| 3:12 \| \| 合計時間: \| 合計時間: \| 合計時間: \| 合計時間: \| 9:34 \| |      |
| #         | タイトル   | 作詞                           | 作曲 | 時間 |
| 1.        | 「給我乖」 | 甘世佳                         | Brian Lee | 2:39 |
| 2.        | 「她是誰」 | 孟佳 & 厳云農                  | Brian Lee | 3:43 |
| 3.        | 「糖果」   | 厳云農、新沙洞老虎             | 新沙洞老虎、LE | 3:12 |
| 合計時間: | 合計時間:  | 合計時間:                      | 合計時間: | 9:34 |

## 出演

### ミュージックビデオ
- 2009年「My Color」2PM 3rd デジタルシングル
- 2010年「Love Again」miss A 1st フルアルバム
- 2011年「Close Your Mouth」M&D（韓国音楽グループ）- ヒロイン[8]

### ドラマ
- 2012年 KBS2「ドリームハイ2」
- 2013年 KBS2「Oneと半分の夏」- ソン・チン役
- 2015年 ネットドラマ「L.U.V. Collage」- アイリン役

### 映画
- 2016年「第3の愛」- ゾウ・ユエ（鄒月）役
- 2019年「潜行者」- Phantom役
- 2019年「フレンドゾーン」- 本人（中国の歌手）役

### ラジオ
- 2014年 - 2015年 MBC C RADIO「偶像本色」- フェイ、チョウミと共にDJとして出演。

### バラエティ番組
- 2009年 CCTV「同じ曲」
- 2010年 SBS「星の王」
- 2013年 KBS2「行こう、ドリームチーム！」
- 2020年 芒果TV「乘风破浪的姐姐 第一季（Sisters Who Make Waves - Season 1）」（レギュラー出演）
- 2020年 芒果TV「姐姐的爱乐之程」（レギュラー出演）
- 2021年「超燃美食记」シーズン1（レギュラー出演）
- 2022年「沸騰校園」（レギュラー出演）
- 2022年「超燃美食记」シーズン2（レギュラー出演）